# Ochodaeus carinatus
Ochodaeus carinatus is een keversoort uit de familie Ochodaeidae. De wetenschappelijke naam van de soort is voor het eerst geldig gepubliceerd in 1913 door Benderitter.